# باري ستيفنز
باري ستيفنز (بالإنجليزية: Barry Stevens)‏ (5 نوفمبر 1929 بملبورن في أستراليا - ) هو لاعب كريكت أسترالي. لعب مع فريق فكتوريا للكريكت.

## وصلات خارجية
- باري ستيفنز على موقع إي آس بي آن كريك إنفو (الإنجليزية)